# Xavier Ayala Delgado
Monsenhor Xavier (de) Ayala Delgado [em espanhol: Francisco Javier de Ayala Delgado] (Saragoça, 29 de novembro de 1922 - São Paulo, 7 de outubro de 1994) foi um sacerdote católico e jurista espanhol, estabelecido primeiro em Portugal (1949-1958) e posteriormente no Brasil (1961-1994), onde iniciou o labor apostólico do Opus Dei, sendo o primeiro Consiliario do Opus Dei em ambos países. Era conhecido como Dr. Xavier.

## Biografia
Nasceu em 1922 em Saragoça (Espanha). Enquanto estudava Direito na Universidade de Saragoça conheceu São Josemaría Escrivá e incorporou-se ao Opus Dei no dia 3 de março de 1940. No ano seguinte transladou-se a Madri, onde concluiu a licenciatura e defendeu sua tese doctoral na Universidade Central de Madri (1943) sobre Rudollf von Ihering, filósofo do Direito. Posteriormente mudou-se a Sevilla, onde concluiu a licenciatura em Filosofia e Letras, e foi professor de Direito na Universidade de Sevilla. Em 1946 regressou a Madri.
Tempo depois, instalou-se em Roma, onde conseguiu o doutorado em Direito Canônico na Pontifícia Universidade Lateranense. No dia 26 de dezembro de 1948 foi ordenado sacerdote pelo Bispo Auxiliar de Madri Casimiro Morcillo no centro do Opus Dei da Rua Diego de León (Madri).
Aos poucos dias de sua ordenação sacerdotal estabeleceu sua residência em Coimbra, alternando com viagens periódicas a Porto. Desde ali impulsionou o desenvolvimento da atividade apostólica do Opus Dei em Portugal (1949-1958), sendo o primeiro Consiliario do Opus Dei nesse país.
Mudou-se ao Brasil em 1961, onde acompanhou o Pe. Francisco Faus e outros membros do Opus Dei nos inícios das atividades apostólicas no país. Foi também o primeiro Consiliario do Opus Dei até o seu falecimiento em São Paulo, no dia 7 de outubro de 1994. No final dos anos sessenta tinha-se nacionalizado brasileiro.
Em 1966 foi nomeado pelo Papa Paulo VI membro da Comissão Pontifícia para a revisão do Código de Direito Canônico de 1917 e Prelado de Honra de Sua Santidade.
A partir de 1979, Mons. Ayala foi nomeado membro da Comissão Paritaria de Estudo criada pela Santa Sé para analisar a possibilidade de conceder ao Opus Dei a configuração jurídica de Prelazia Pessoal. Nessa comissão havia seis membros: três representantes da Sagrada Congregação de Bispos da Santa Sé (Marcello Costallunga, Mario Francesco Pompedda e Marian Oleś); e três do Opus Dei (Amadeo de Fuenmayor, o futuro cardeal Julián Herranz e o próprio Xavier de Ayala). Como resultado deste estudo, o Opus Dei foi erigido em Prelazia Pessoal por S. João Paulo II em 1982. 

## Publicações
Publicou vários artigos e livros de investigação histórica-jurídica, entre os que destacam:
- El descubrimiento de América y la evolución de las ideas políticas (1945)
- Ideas políticas de Juan de Solórzano, Escuela de Estudios Hispano-Americanos, Sevilla, 1946. Esta obra foi qualificada por Alfonso García-Gallo como "valiosíssima contribuição à história das nossas idéias políticas e à do Direito indígena".[11]
- Fray Miguel de Agia. Servidumbres personales de los indios (1946)
- Ideas canónicas de Juan de Solórzano (El tratado De Indiarum iure y su inclusión en el Índice) (1947)
- Filosofía da Historia e Filosofía do direito no século XIX (1947). Esta obra trata sobre diversos autores: Wilheim Dilthey, Friedrich Karl von Savigny, Georg Wilhelm Friedrich Hegel, Gustav von Hugo, Auguste Comte, Herbert Spencer, Rudolf von Ihering y Karl Marx
- Iglesia y Estado en las Leyes de Indias (1949)
- A Inquietação religiosa (2018)[12]

## Biografia publicada
- José Lino Currás Nieto, Xavier de Ayala - Fortaleza para servir a Deus. Editora Cultor de Livros (São Paulo, 2024). ISBN 978-85-5638-425-6.